# NGC 7406
NGC 7406 (również PGC 69947) – galaktyka spiralna (S?), znajdująca się w gwiazdozbiorze Wodnika. Odkrył ją Albert Marth 25 sierpnia 1864 roku.